# Gaspar Remisa i Miarons

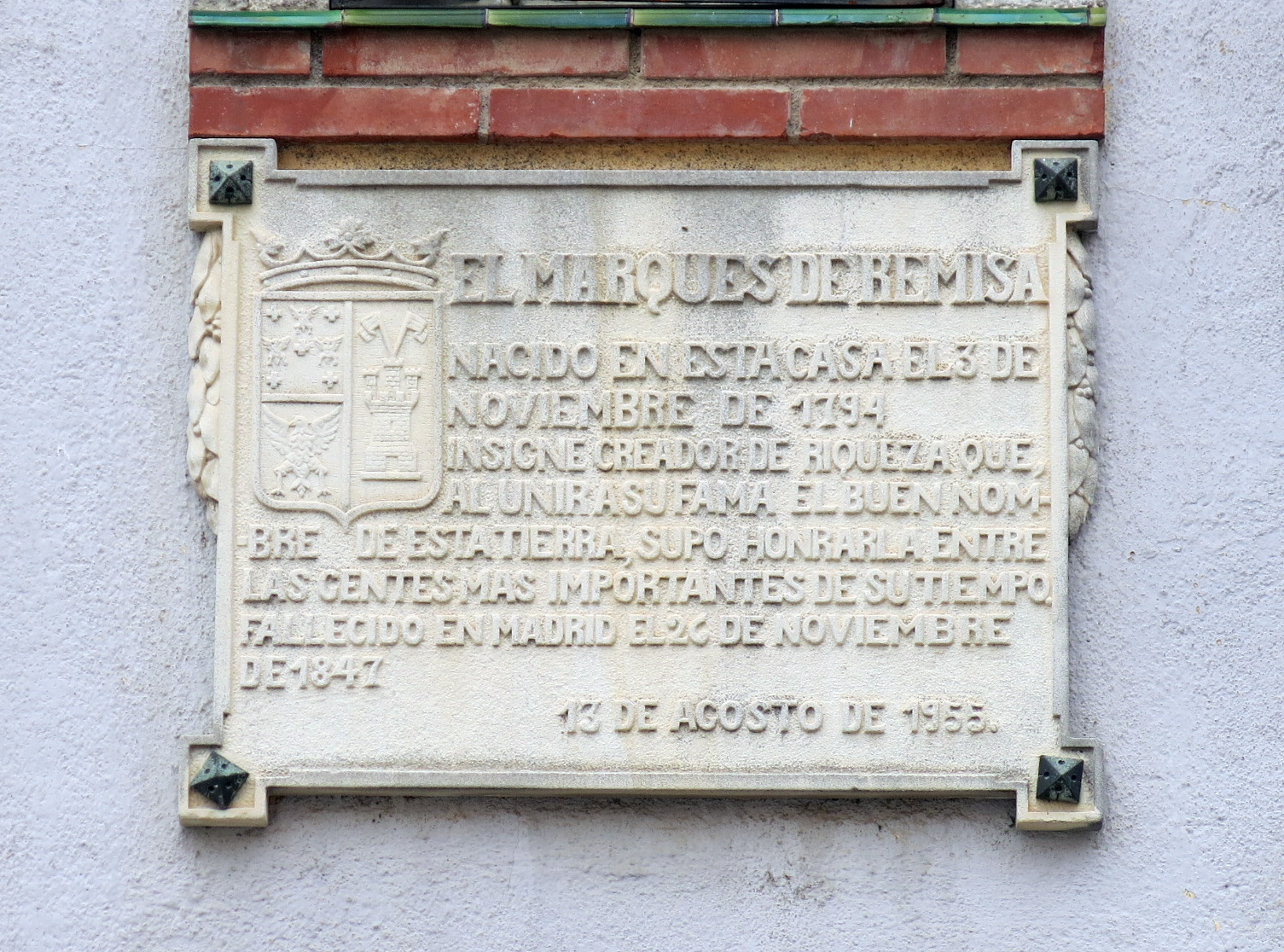
Placa commemorativa a la seva casa natal de Sant Hipòlit de Voltregà

Gaspar Remisa i Miarons Bres i Querol (Sant Hipòlit de Voltregà, Osona, 3 de novembre de 1784 - Madrid, 26 de novembre de 1847) fou un banquer i empresari català.
Pertanyia a una família humil i s'instal·là inicialment a Barcelona, on va fer fortuna amb el comerç de queviures. Durant la Guerra del Francès formà part dels afrancesats i el 1812 fou el principal proveïdor de la ciutat. Malgrat això, quan Ferran VII fou restaurat al tron col·laborà amb el general Francisco Javier Castaños en la creació de la societat que regiria el Teatre de la Santa Creu per tal de representar-hi òperes.
El 1822 es casà amb Teresa Rafo i Tolosa. Malgrat la crisi econòmica del 1817, va fundar la Banca Casals i Remisa el 1823, amb el seu cosí Josep Casals i Remisa, i aprofitant l'arribada dels Cent Mil Fills de Sant Lluís a Barcelona va assegurar-se el proveïment de queviures a l'exèrcit francès contractant amb Gabriel-Julien Ouvrard.
Com que hi havia dificultats perquè el paguessin marxà a Madrid, on l'aleshores ministre Luis López Ballesteros el nomenà director del Tresor Reial (1826-1833) i membre del Consell Reial. Estant a Madrid va fer amistat amb el també català Bonaventura Carles Aribau, qui li va dedicar el poema Oda a la pàtria.
El 1834 abandonà els càrrecs públics per dedicar-se als seus negocis. Va obrir uns magatzems a Madrid, desenvolupà la seva banca i aconseguí l'arrendament de l'explotació de les mines de Guadalcanal i Riotinto. El 1836 marxà a Nàpols per fer d'assessor financer de Ferran II de les Dues Sicílies. Al seu retorn a Madrid, el 1839 va fundar el diari El Corresponsal i en va donar la direcció a Aribau, amb la finalitat d'engegar una campanya a favor del proteccionisme (que afavoria la indústria catalana) i contra el lliurecanvisme que duia a terme Baldomero Espartero. També introduí a Madrid el jove economista Lluís Maria Pastor i Rodríguez.
Assolí així una gran fortuna, que li va obrir les portes de la cort. El 1840, la regent Maria Cristina de Borbó li atorgà el títol de vescomte de Casa Sans i després el de marquès de Casa Remisa. Aleshores casà la seva pubilla, Dolors, amb el germà del marit morganàtic de la reina, Jesús Muñoz y Sánchez, comte de Retamoso. Alhora, aprofità la seva influència política per contribuir a la victòria del Partit Moderat el 1843, i es va convertir en l'àrbitre de les finances. El 1843 fou nomenat senador per la província d'Ourense, i des del 1845, senador vitalici. Aprofitant la desamortització d'Espartero del 1841 va adquirir terres a Lleida. La crisi econòmica del 1846, provocada per l'especulació borsària, va malmetre la seva salut i ja no aixecà el cap. Tot i així, abans de morir va facilitar la fusió del Banc de San Fernando amb el Banc d'Isabel II.
També destacà com a protector i mecenes de les arts, presidí el Liceo Artístico y Literario Español. El seu interès per la fotografia el dugué a donar un equip per fer-ne daguerreotips i sembla que el 189t alguns dels seus socvan tinir èxit es en l'obtenció d'imatges per aquest procediment.
Entre els descendents del marquès de Remisa hi ha Aureliano de Beruete y Moret, director del Museu del Prado i pintor que donà al Museu Romàntic de Madrid tant el retrat del seu besavi com la taula.